# Grazer Märchenbahn
| Am Bahnhof der Grazer Märchenbahn                                     |                     |              |              |
| Eiswelt der Grazer Märchenbahn                                        |                     |              |              |
| Streckenlänge:                                                        | 2 km                |              |              |
| Spurweite:                                                            | 600 mm (Schmalspur) |              |              |
|                                                                       |                     |              |              |
| \| \| \| Bahnhof \| \| \| \| Abstellgleis \| \| \| \| Gleisdreieck \| |                     |              |              |
| U-Bahn-Kopfbahnhof Streckenanfang                                     |                     | Bahnhof      | Bahnhof      |
| U-Bahn-Abzweig geradeaus und von links                                |                     | Abstellgleis | Abstellgleis |
| U-Bahn-Abzweig geradeaus, nach links und von links                    |                     | Gleisdreieck | Gleisdreieck |

Die Grazer Märchenbahn ist eine Schmalspurbahn mit einer Spurweite von 600 mm im Stollen des Grazer Schloßbergs, die an der unteren Ebene des Schloßberglifts am Schloßbergplatz losfährt.

## Geschichte
Während des Zweiten Weltkriegs dienten die seit 1937 angelegten Stollen des Grazer Schloßbergs ab 1943 für 40.000 Menschen als Zufluchtsort vor Luftangriffen. Das weitverzweigte 6,3 km lange Stollensystem mit 20 Eingängen bot den Bewohnern der Stadt Schutz.
In der Nachkriegszeit wurden die Luftschutzstollen zunächst nicht mehr genutzt, bis 1968 in einem Abschnitt des Stollensystems die erste Märchengrottenbahn eingerichtet wurde, die über einen Eingang in der Wickenburggasse zugänglich war. Zehn Jahre später wurde der Betrieb eingestellt und die Märchengrottenbahn war vier Jahre lang außer Betrieb.
Die Bahn wurde 1982 wiedereröffnet. Ab 1984 wurde die befahrbare Strecke verlängert und der Eingang an den Schloßbergplatz verlegt. Die erforderlichen Bauarbeiten wurden vom privaten Montan- und Werksbahnmuseum unterstützt, das seit 1984 seine Schienenfahrzeuge in den Stollen lagert aber noch nicht öffentlich zugänglich ist. Der Zugbetrieb wurde auf Strom umgestellt und die Stollenwände mit Spritzbeton gesichert.
Es gab zu dieser Zeit viele Kunststoff-Puppen in den Stollen des Schloßbergs, die 34 Märchen wie zum Beispiel Schneewittchen und die sieben Zwerge darstellten. Die Fahrt dauerte damals auf der 2 km langen Strecke mit 500 mm Spurweite etwa 20 bis 25 Minuten. Dabei zogen mit Gleichstrom betriebene E-Loks wie die Lok Heinz 1 mit jeweils zehn 1968 erbauten Wagen mit einer Geschwindigkeit von 4 km/h über acht Weichen. Bis zu 20 Fahrgäste konnten in einem Märchenbahnzug mitfahren.
Im Jahr 1997 wurden die verschlissenen Gleise während des Baus des Schloßbergliftes und der Veranstaltungsstätte Dom im Berg vollständig erneuert und dabei von 500 auf 600 mm Spurweite umgespurt. 1999 wurde die Bahn wiedereröffnet, wurde aber 2000 aufgrund der verschärften Sicherheitsbestimmungen nach der Brandkatastrophe der Gletscherbahn Kaprun behördlich geschlossen und von der Stadt Graz übernommen. Nach aufwendigen Brandschutzmaßnahmen nahm die Bahn Ende 2011 erneut ihren Betrieb auf.
Von Anfang 2012 bis November 2014 wurde die Märchengrottenbahn neu gestaltet. Die erforderliche Sanierung des Stollens und der Bahn wurde, auch wegen der geänderten gesetzlichen Bestimmungen, sehr viel aufwendiger als ursprünglich erwartet. Zwei Drittel der Kosten von 1,6 Millionen Euro fielen für die Sanierung an. Für die inhaltliche Neukonzeption wurde das Grazer Kindermuseum FRida & freD beauftragt. Am 14. November 2014 wurde sie unter dem neuen Namen Grazer Märchenbahn feierlich eröffnet.

## Streckenverlauf

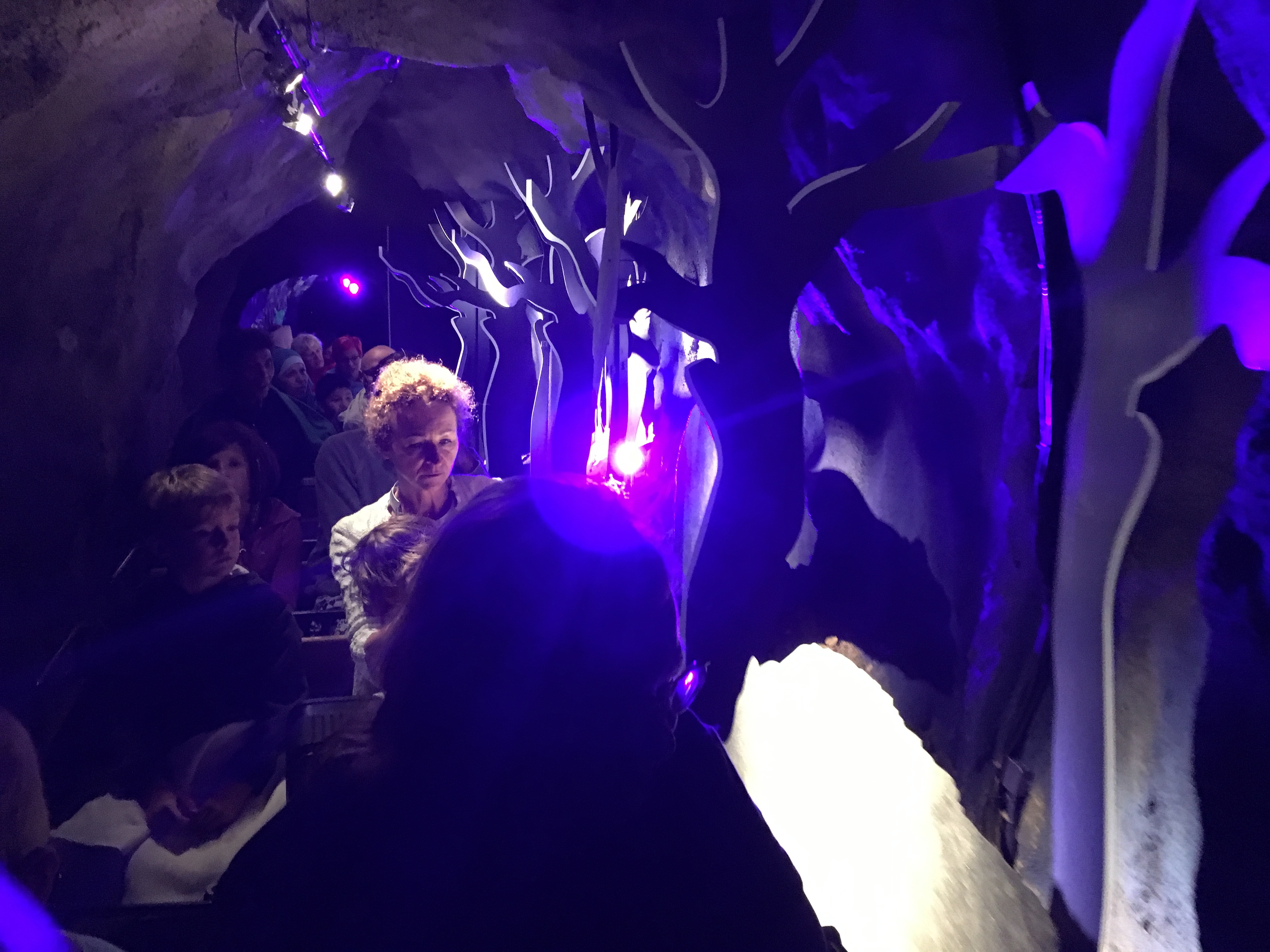
Märchenwald

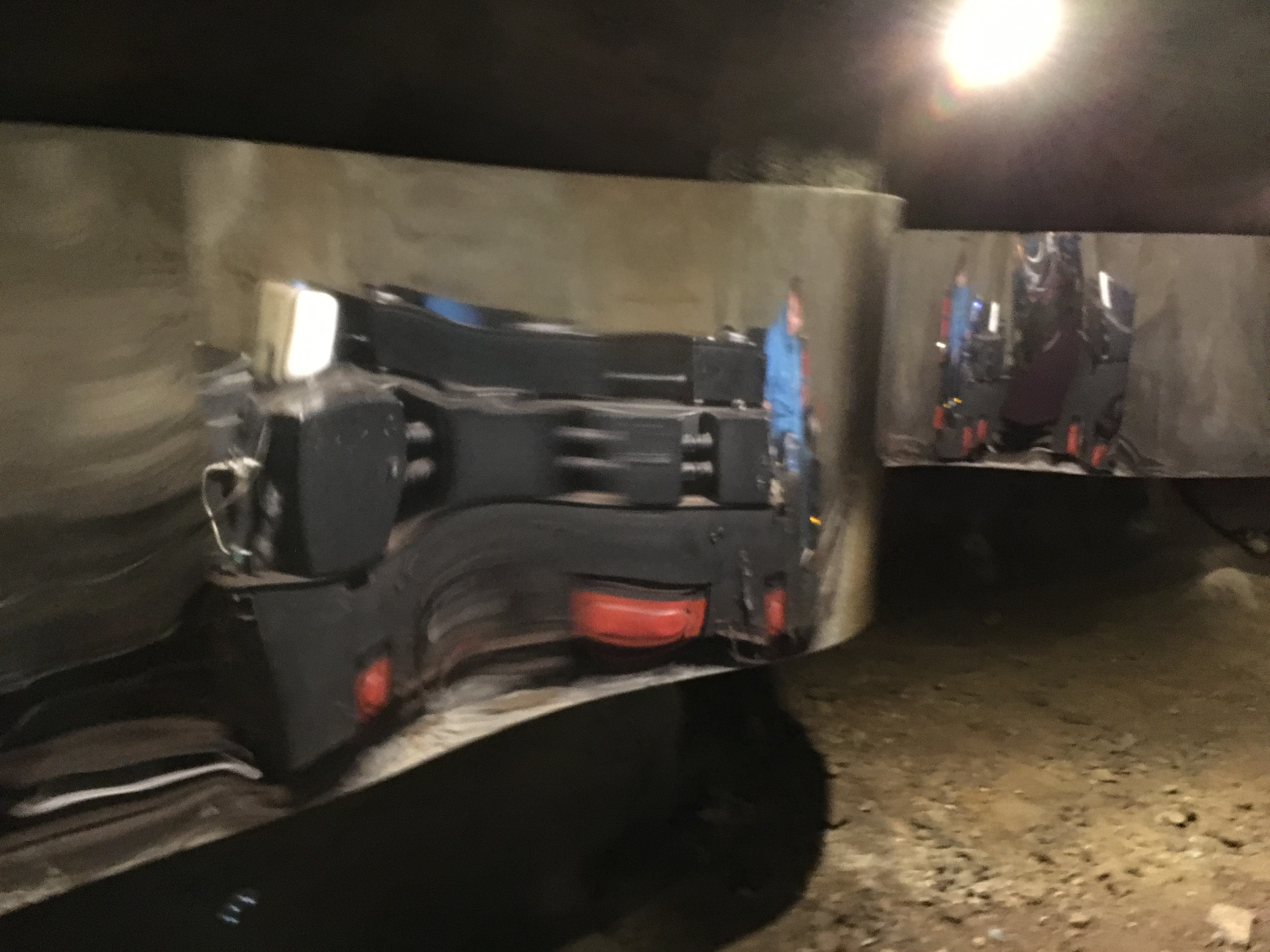
Spiegel

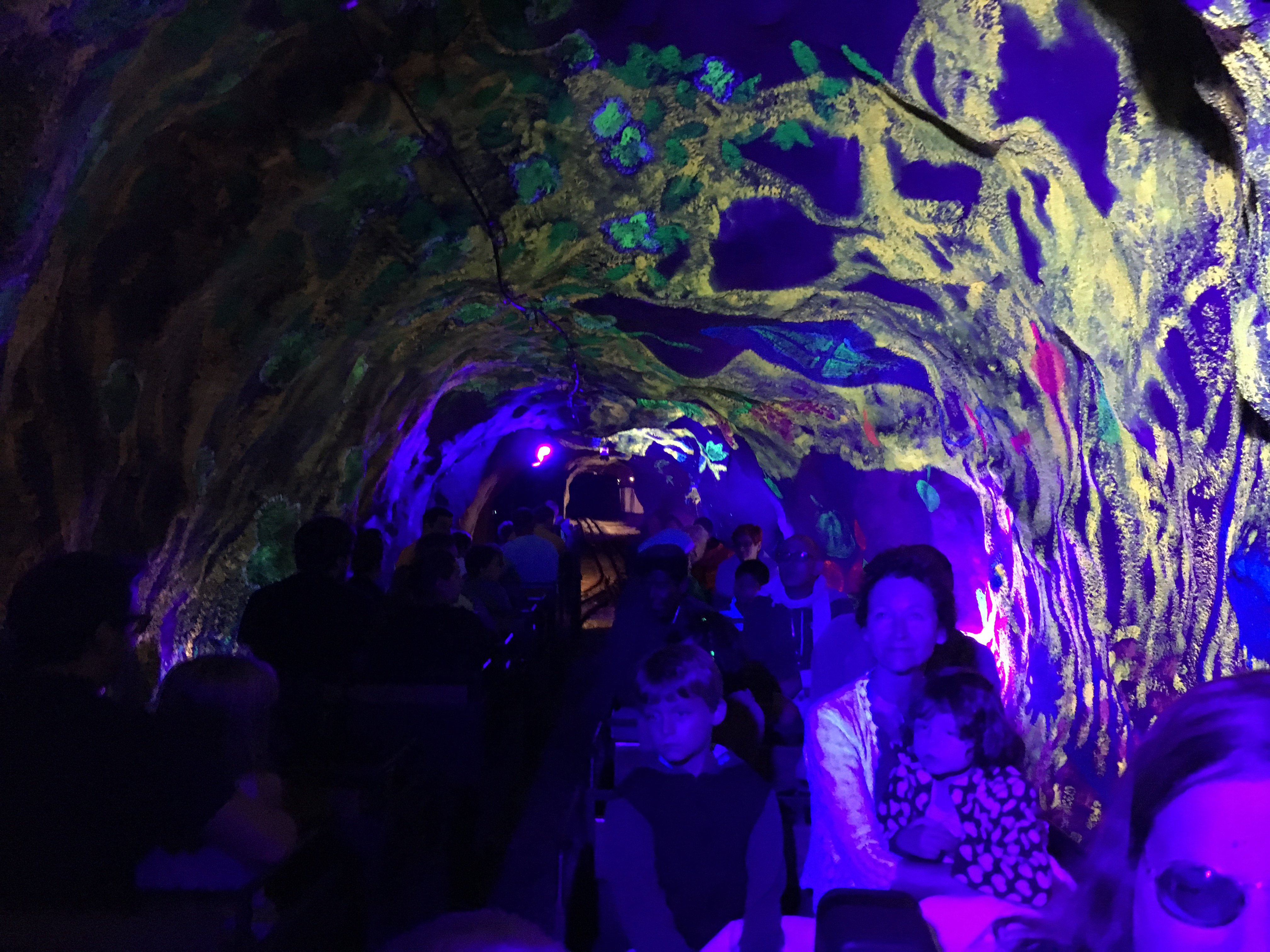
Ausweichstelle Frühling

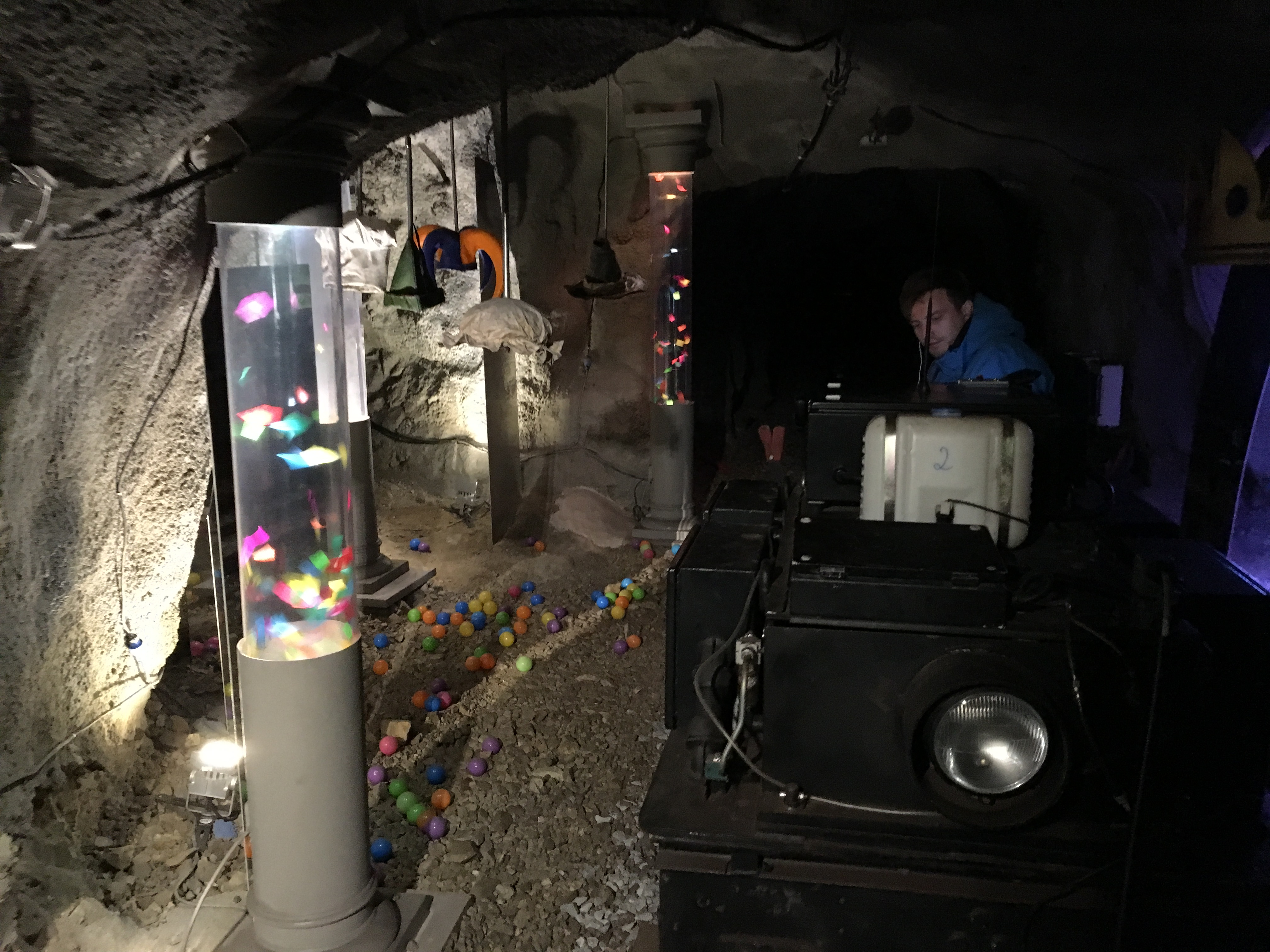
Kopfbedeckungen

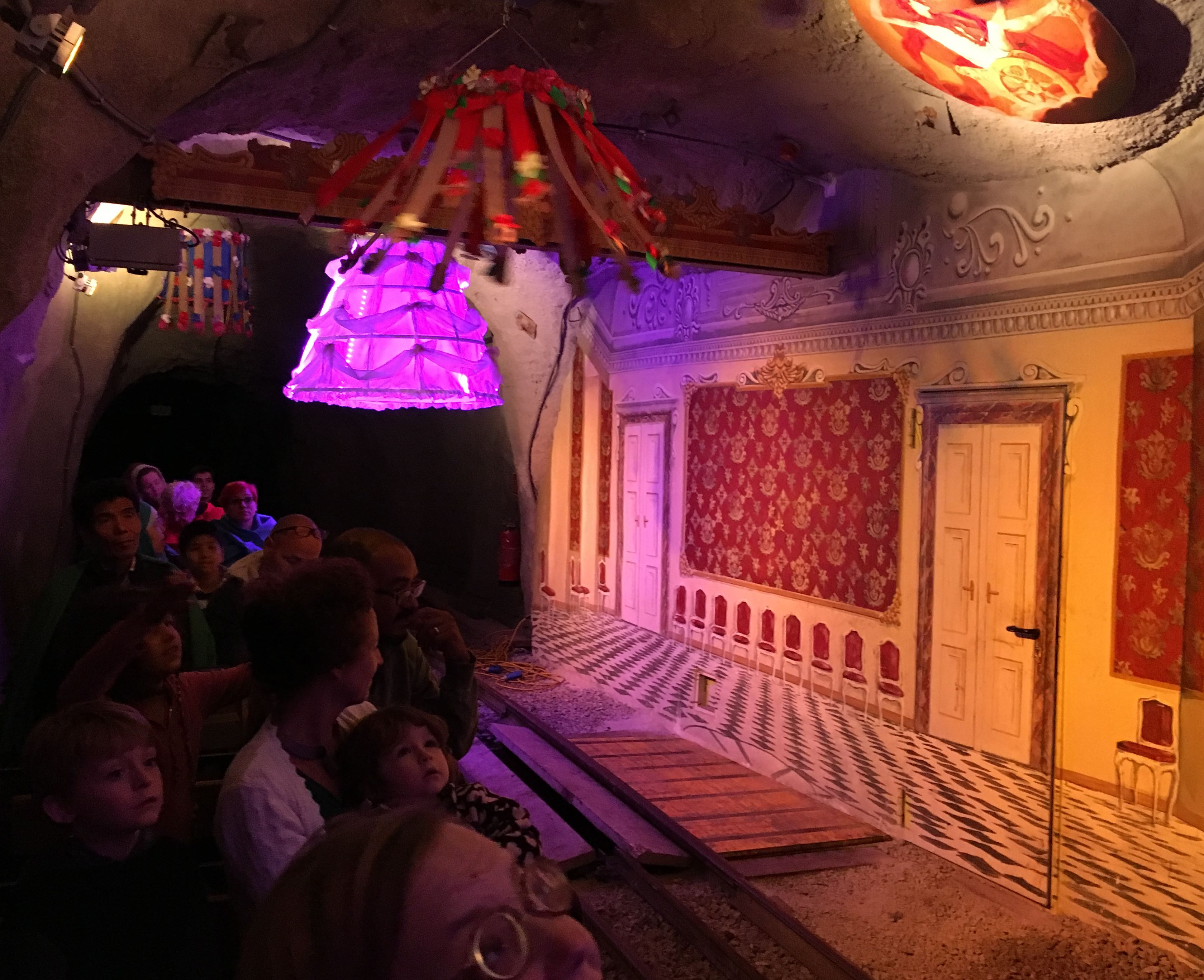
Ballsaal

Während der etwa 35 min langen Fahrt mit einem von zwei elektrisch angetriebenen Zügen durchquert die Bahn insgesamt 22 Stationen und hält an 10 dieser Stationen, so dass die Fahrgäste mit Taschenlampen die Ausstellungsstücke beleuchten können:
- Anderswelt (Haltestelle)
- Kutsche
- Hexenreich (Haltestelle)
- Blumenwiese
- Riesenfüße (Haltestelle)
- Ausweichstelle Herbst
- Märchenwald (interaktive Haltestelle)
- Räuberhöhle
- Schatzhöhle (interaktive Haltestelle)
- Flug
- Gleisdreieck Orient (interaktive Haltestelle und Umkehrstelle)
- Unwetter
- Wasser
- Eiswelt (interaktive Haltestelle)
- Steine – Verwandlung (interaktive Haltestelle)
- Spiegel
- Ausweichstelle Frühling
- Essen
- Dornenhecke (interaktive Haltestelle)
- Kopfbedeckungen
- Garde
- Ballsaal (interaktive Haltestelle)

## Ausstellungskonzept
Das nicht unumstrittene heutige Konzept der Grazer Märchenbahn soll Kindern ab 4 Jahren und Erwachsenen ein gleichermaßen eindrucksvolles Erlebnis bieten, anstatt die Märcheninhalte wie früher einfach über Puppen darzustellen.
Die Märchenwelt wurde behutsam inszeniert, wobei die Figuren und Märcheninhalte nicht explizit dargestellt werden. Die Collage aus Licht und Dunkelheit, Fahrt und Stillstand sowie zur Interaktion anregenden Kommentaren und Märchenzitaten erlaubt in der Kühle des dunklen Stollens die unterschiedlichsten Assoziationen und lässt der Fantasie der Fahrgäste möglichst viel Freiraum.